# Nawabganj (Gonda)
Nawabganj es una ciudad y municipio situado en el distrito de Gonda en el estado de Uttar Pradesh (India). Su población es de 17314 habitantes (2011). 

## Demografía
Según el censo de 2011 la población de Nawabganj era de 17314 habitantes, de los cuales 8986 eran hombres y 8328 eran mujeres. Nawabganj tiene una tasa media de alfabetización del 80,56%, superior a la media estatal del 67,68%: la alfabetización masculina es del 85,61%, y la alfabetización femenina del 75,17%.